# Signal Identification Wiki
Signal Identification Wiki (englisch; übersetzt „Signalidentifikations-Wiki“), kurz SIGIDWIKI, ist ein englischsprachiges Wiki, das sich dem Thema Modulationsarten in der Funktechnik widmet. Im Vordergrund steht, verwendete (zunächst unbekannte) Modulationen anhand des vorliegenden Signalverlaufs zu identifizieren.
Wie bei jedem Wiki, handelt es sich auch beim Signal Identification Wiki um eine Website, deren Inhalte von den Besuchern nicht nur gelesen, sondern auch direkt im Webbrowser bearbeitet und geändert werden können. So kann jeder mit seinem Wissen dazu beitragen, die dargebotenen Inhalte zum Thema weiter zu verbessern und zu vervollständigen. Außerdem ist es möglich, dass die Benutzer auf Diskussionsseiten, wie auch bei Wikipedia, Themen diskutieren können.

## Zweck

Konstellationsdiagramm zur Modulationsart 4‑QAM

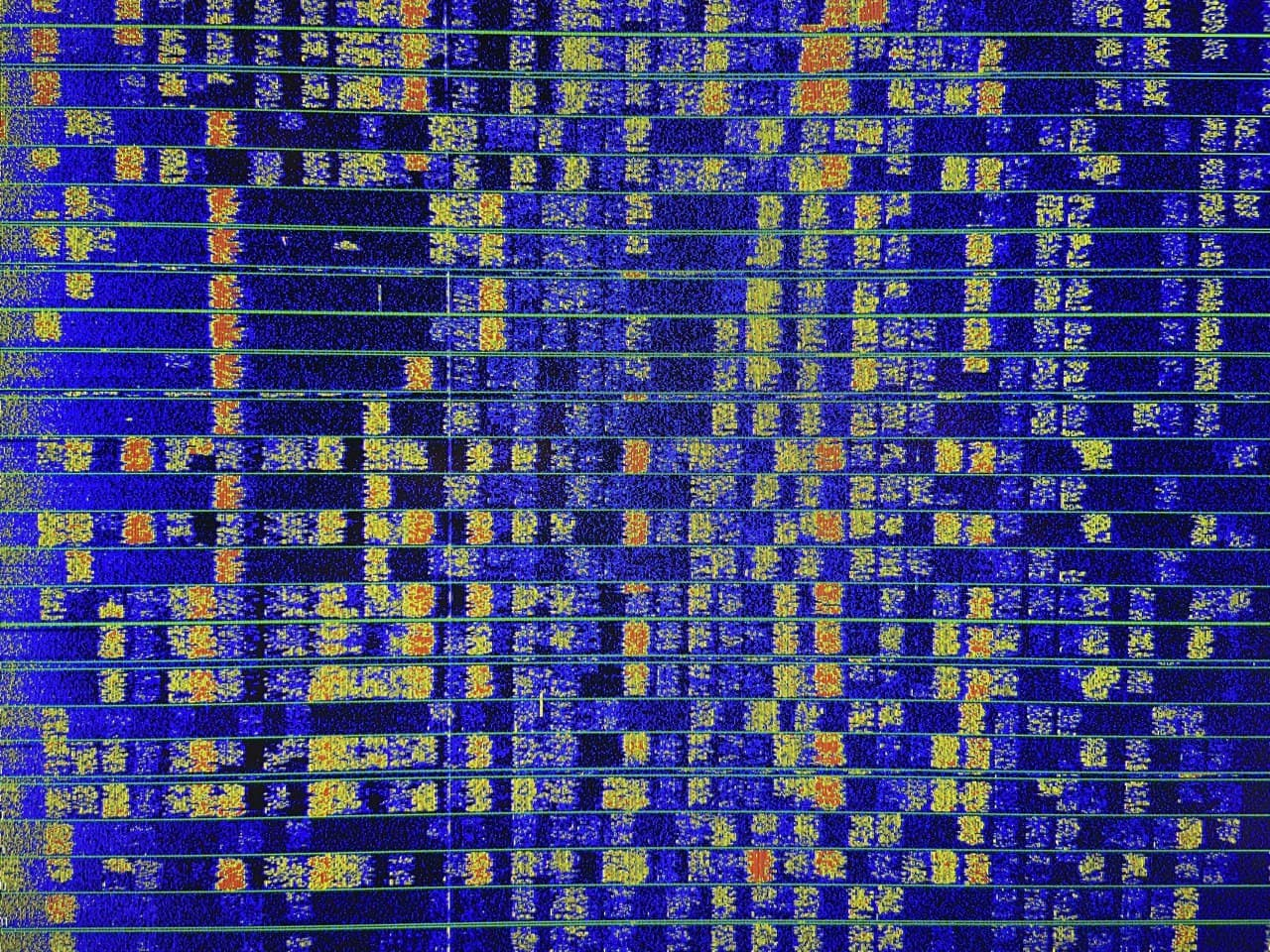
Wasserfalldiagramm vieler FT8-Signale. Bandbreite jedes Einzelsignals 50 Hz, vertikales Zeitraster 15 s/Grid.

Zweck ist hier, die Identifikation von zumeist digital modulierten oder auch von analogen Funksignalen zu erleichtern.
Das nach Empfang einer elektromagnetischen Welle mithilfe einer Antenne in einem Empfänger vorliegende Hochfrequenzsignal wird dazu nach dessen Demodulation anhand seiner Signalform, seines Frequenzspektrums und der Zeitabhängigkeit betrachtet und analysiert. Ziel ist, diese einer bestimmten Betriebsart zuordnen zu können. Dazu muss einerseits die Modulationsart erkannt werden, wie etwa Frequenzumtastung (FSK), Phasenumtastung (PSK) oder Quadraturamplitudenmodulation (QAM), und andererseits die damit realisierte konkrete Betriebsart. Speziell Letzteres ist aufgrund der zahlreichen, beispielsweise im Amateurfunk gebräuchlichen Verfahren nicht immer einfach lösbar.
Die mannigfaltigen digitalen Betriebsarten, wie beispielsweise ALE, AMTOR, ARDOP, CLOVER, DMR, FT8, G‑TOR, JS8, MT63, Olivia, Packet Radio, PACTOR, PSK31, PSK63, PSK125, ROS, RTTY, TETRA, VARA, WINMOR, WSJT oder WSPR, um nur einige zu nennen, sind nicht alle leicht zu unterscheiden und zu identifizieren.
Das Signal Identification Wiki bietet als Identifikationshilfe für die unterschiedlichen Modulations- und Betriebsarten jeweils typische Audiodateien (siehe auch Tondateien unter Weblinks), Vektor- und Konstellationsdiagramme sowie Oszillogramme und „Wasserfalldiagramme“, also zeitabhängige Darstellungen des Spektrums.
Außer Amateurfunksignalen werden auch professionelle und militärische Funksignale sowie Funkaussendungen von Zahlensendern und Radarstationen illustriert.